# Nicole Carvajal
Nicole Carvajal is een Chileens-Nederlandse kunstschilder. Haar werk wordt gekenmerkt door een figuratieve stijl, waarin ze contrasten onderzoekt tussen verschillende kunststromingen, zoals kubisme versus realisme en romantiek versus zakelijkheid. 
Ze combineert elementen uit het Latijns-Amerikaanse surrealisme, de esthetiek van de belle époque en het kubisme, en werkt met contrasten in tijd, stijl, mode en kleur. Haar schilderijen behandelen vaak thema's als: de onevenwichtige man-vrouwrelatie, gebroken illusies en de mismatch tussen droom en werkelijkheid.

## Achtergrond
Nicole Carvajal werd in 1948 geboren in Chili en is opgeleid aan de Escuela de Bellas Artes in Santiago, de Accademia San Marco in Florence en de Rietveld Academie in Amsterdam, waar ze in 1979 afstudeerde.
- RKD-Nederlands Instituut voor Kunstgeschiedenis: 15683